# Calophya triozomima
Calophya triozomima är en insektsart som beskrevs av Schwarz 1904. Calophya triozomima ingår i släktet Calophya och familjen Calophyidae. Inga underarter finns listade i Catalogue of Life.